# هوری هیده‌ماسا

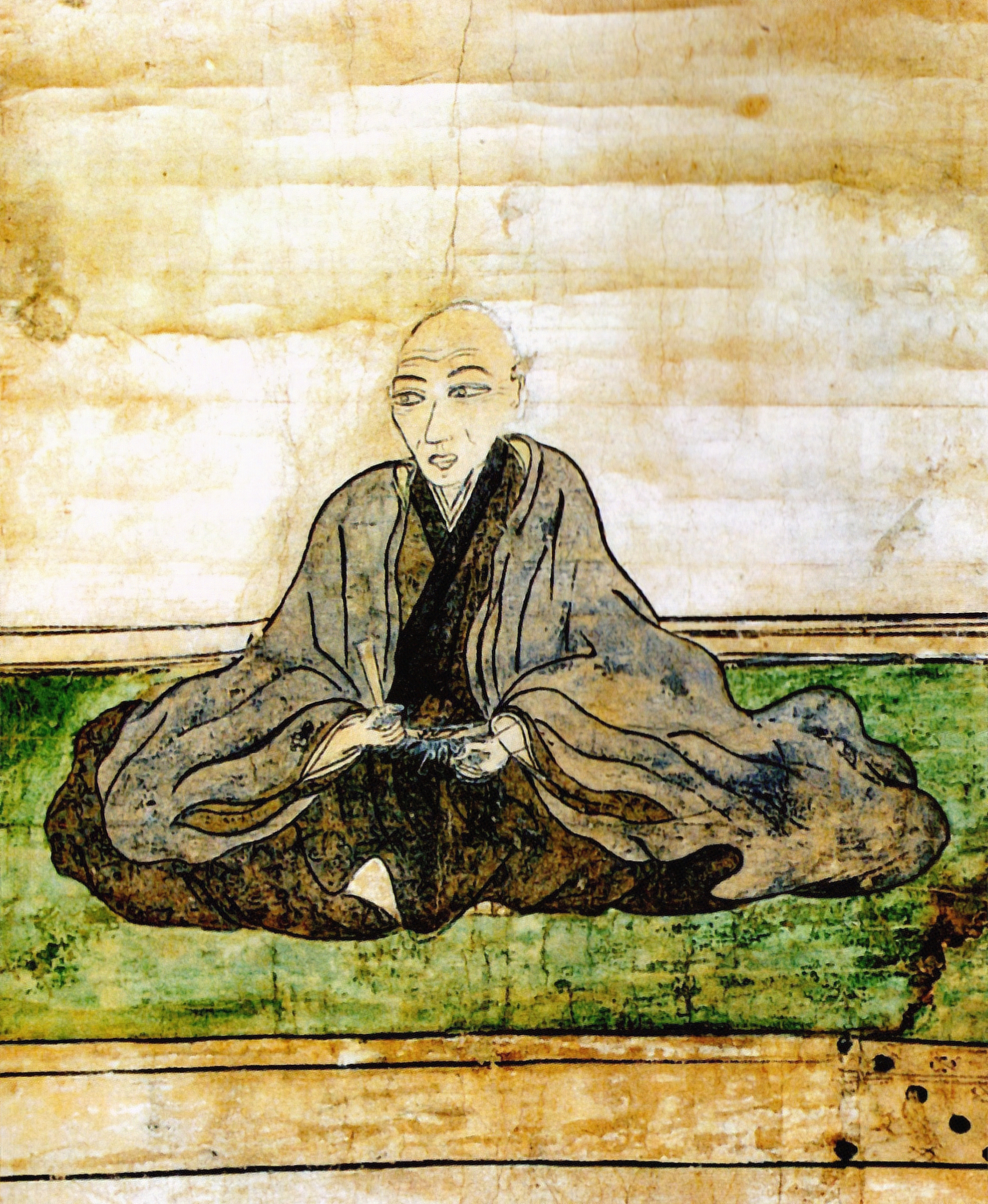
هوری هیده‌ماسا

هوری هیده‌ماسا (به ژاپنی: 堀 秀政 Hori Hidemasa)، هوری کیوتارو (به ژاپنی: 堀 久太郎 Hori Kyūtarō) (۱۵۵۳ – ۲۸ ژوئن، ۱۵۹۰) یک سامورایی در خدمت اودا نوبوناگا و تویوتومی هیده‌یوشی در دوره سنگوکو بود.